# Murexsul
Murexsul là một chi ốc biển, là động vật thân mềm chân bụng sống ở biển thuộc họ Muricidae, họ ốc gai.

## Các loài
Các loài thuộc chi Murexsul bao gồm:
- Murexsul aikeni Lussi, 2010
- Murexsul aradasii (Monterosato in Poirier, 1883)[2]
- Murexsul armatus (A. Adams, 1854)[3]
- Murexsul asper Houart, 2004[4]
- Murexsul auratus Kuroda & Habe, 1971[5]
- Murexsul cevikeri (Houart, 2000)[6]
- Murexsul charcoti (Houart, 1991)[7]
- Murexsul chesleri Houart, 2006[8]
- Murexsul coffeebayensis Lussi, 2010
- Murexsul cuspidatus (Sowerby, 1879)[9]
- Murexsul diamantinus (Houart, 1991)[10]
- Murexsul dipsacus (Broderip, 1833)[11]
- Murexsul elatensis (Emerson & D'Attilio, 1979)[12]
- Murexsul emipowlusi (Abbott, 1954)[13]
- Murexsul harasewychi Petuch, 1987[14]
- Murexsul huberti (Radwin & D'Attilio, 1976)[15]
- Murexsul ianlochi Houart, 1986[16]
- Murexsul interserratus (Sowerby, 1879)[17]
- Murexsul jacquelinae Emerson & D'Attilio, 1969[18]
- Murexsul jaliscoensis (Radwin & D'Attilio, 1970)[19]
- Murexsul kieneri (Reeve, 1845)[20]
- Murexsul leonardi (Houart, 1993)[21]
- Murexsul mariae Finlay, 1930[22]
- Murexsul mbotyiensis (Houart, 1991)[23]
- Murexsul merlei Houart & Héros, 2008[24]
- Murexsul metivieri (Houart, 1988)[25]
- Murexsul micra (Houart, 2001)[26]
- Murexsul mildredae (Poorman, 1980)[27]
- Murexsul multispinosus (Sowerby, 1904)[28]
- Murexsul nothokieneri Vokes, 1978[29]
- Murexsul octogonus (Quoy & Gaimard, 1833)[30]
- Murexsul oxytatus (M. Smith, 1938)[31]
- Murexsul planiliratus (Reeve, 1845)[32]
- Murexsul profunda (Marshall & Burch, 2000)[33]
- Murexsul purpurispinus (Ponder, 1972)[34]
- Murexsul queenslandicus Houart, 2004[35]
- Murexsul reunionensis Houart, 1985[36]
- Murexsul skoglundae (Myers, Hertz & D'Attilio, 1993)[37]
- Murexsul spiculus (Houart, 1987)[38]
- Murexsul sunderlandi (Petuch, 1987)[39]
- Murexsul tokubeii Nakamigawa & Habe, 1964
  - Murexsul tokubeii marianae (Houart, 2003)
  - Murexsul tokubeii tokubeii Nakamigawa & Habe, 1964
- Murexsul tulensis (Radwin & D'Attilio, 1976)[40]
- Murexsul valae (Houart, 1991)[41]
- Murexsul warreni (Petuch, 1993)[42]
- Murexsul westonensis (Myers & D'Attilio, 1990)[43]
- Murexsul zeteki (Hertlein & Strong, 1951)[44]
- Murexsul zonatus Hayashi & Habe, 1965[45]
- Murexsul zylmanae (Petuch, 1993)[46]

## Hình ảnh

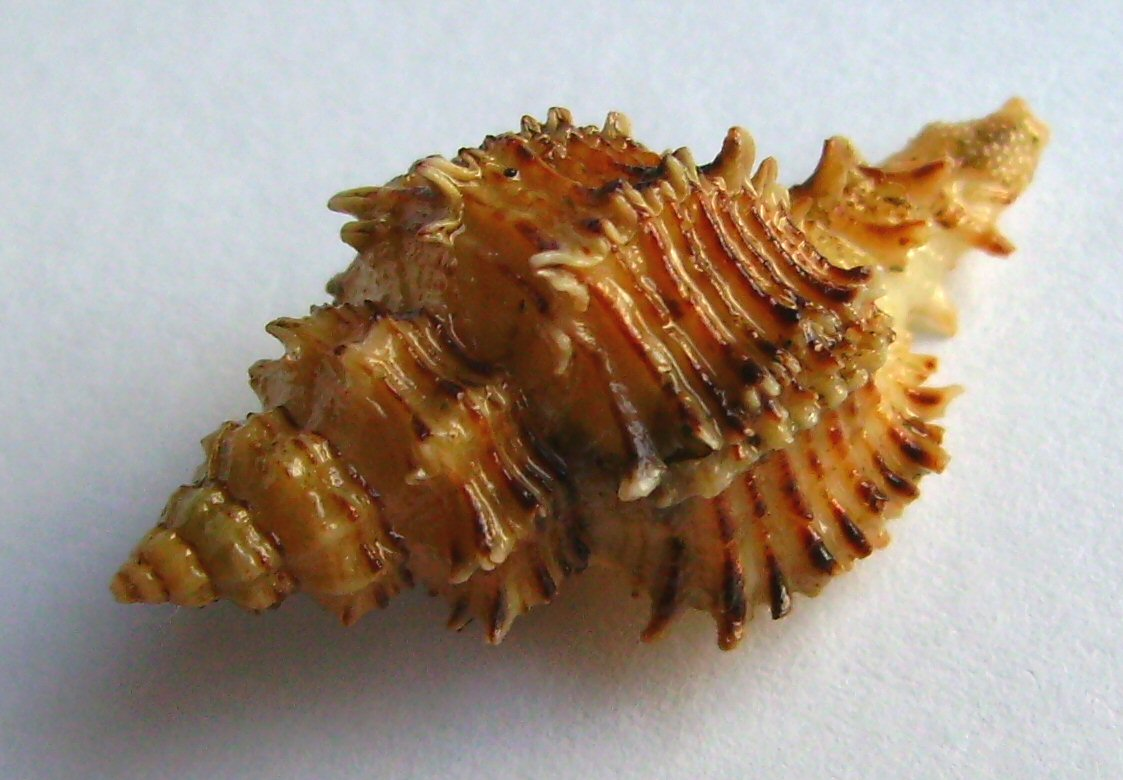
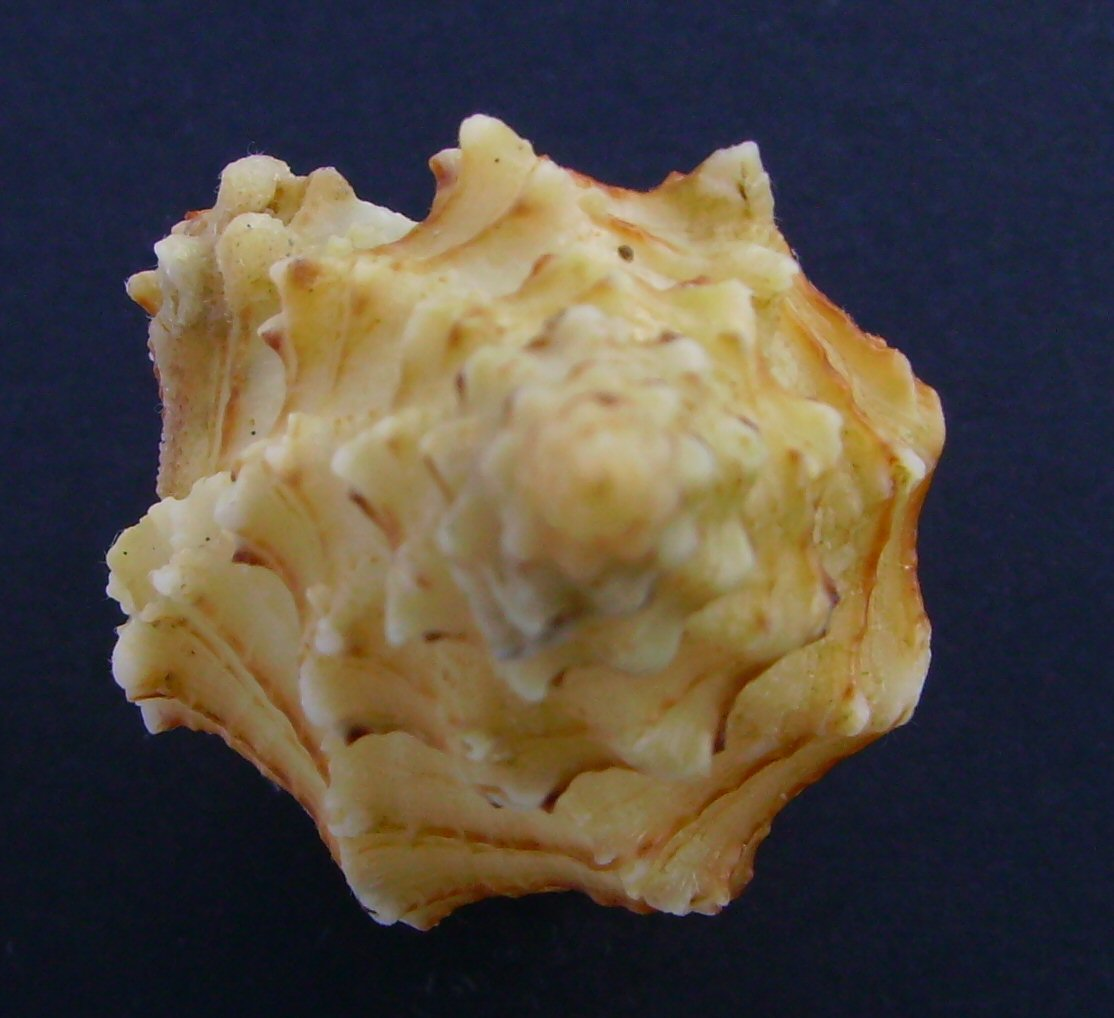